# Juan Sanxo Farrerons
Joan Sanxo Farrerons fue un escritor y editor catalán activo en Barcelona durante las primeras décadas del siglo XX. Sobresale por su vinculación con el mundo sardanista, como promotor del nudismo y como autor y editor de literatura erótica en castellano y catalán. Ideológicamente, se inclinó hacia el anarquismo. Utilizó varios seudónimos, como Laura Brunet, Víctor Ripalda o Johannus.

## Biografía
Se desconocen la fecha y el lugar de su nacimiento
En 1907 fue uno de los promotores del primer Aplec (o encuentro) de la Sardana, celebrado en Villa Joana (Vallvidrera. Barcelona), acontecimiento que tuvo una notable repercusión en el proceso de recuperación de la danza tradicional catalana. 
En 1912 intervino, junto con Francesc Curet i Payot y otras personas, en la creación del semanario El Teatre Català, revista de referencia sobre la actividad teatral en Cataluña a principios del siglo XX.
Durante la década de 1920 se estableció como editor en Barcelona (editorial J. Sanxo, Imprenta Layetana). Publicó numerosas colecciones de literatura erótica tales como Biblioteca Fauno, La novela selecta, Aventuras galantes de la Pompadour, La novela del día, etc. También fue el autor de algunos títulos de estas colecciones, firmando con los seudónimos Laura Brunet y Victor Ripalda (este último reservado exclusivamente a las obras de carácter pornográfico).
Asimismo, fue el editor de las denominadas "revistas sicalípticas", es decir, licenciosas y/o obscenas,  El Nandu de Llofriu (1922-23), que nació como una escisión del famoso Papitu, y La Tuies (1923-1927), continuadora de la anterior, todas en catalán.
Por su actividad en el ámbito de la pornografía fue perseguido por la censura y detenido varias veces.
También fue pionero en la edición de tebeos (Boliche).
En 1931 publicó, utilizando el seudónimo Laura Brunet, su obra más conocida, Desnudismo integral, que suponía un hito muy importante para la difusión del nudismo en España. También fue el editor de la revista Biofilia, sobre el mismo tema.
Durante los años treinta del siglo XX actuó como promotor de combates de boxeo mediante una empresa denominada "Espectáculos Barcino Star". Fue mánager del boxeador Lluís Logan y tuvo tratos con el púgil Kid Tunero.
Durante la Segunda República y especialmente durante los años de la Guerra Civil española, Juan Sanxo Farrerons se aproximó al anarquismo editando carteles y colecciones de libros como Estampas de la Revolución y Rojo y Negro, donde también firmó textos con el seudónimo Laura Brunet.
Se pierde su pista después de la victoria fascista en la Guerra Civil. Algunos indicios apuntan que podría haberse exiliado en México.